# Куртайлы
Куртайлы — деревня в Саргатском районе Омской области. В составе Новотроицкого сельского поселения.

## История
Основана в 1726 г. В 1928 г. село Куртайлы состояло из 102 хозяйств, основное население — русские. Центр Куртайлинского сельсовета Саргатского района Омского округа Сибирского края.
В 1868 году построена на средства прихожан однопрестольная церковь в честь св.Троицы. Зданием деревянная, с таковою же в одной связи колокольнею, на каменном фундаменте, покрыта железом, утварью достаточна.

## Население
| 1926 | 2010 |
| ---- | ---- |
| 565  | ↘67  |